# فرنچ کانکشن
فرنچ کانکشن (انگلیسی: French Connection) شرکت پوشاک بریتانیایی است، که در سال ۱۹۷۲ تأسیس شد.